# Johanna Gadski

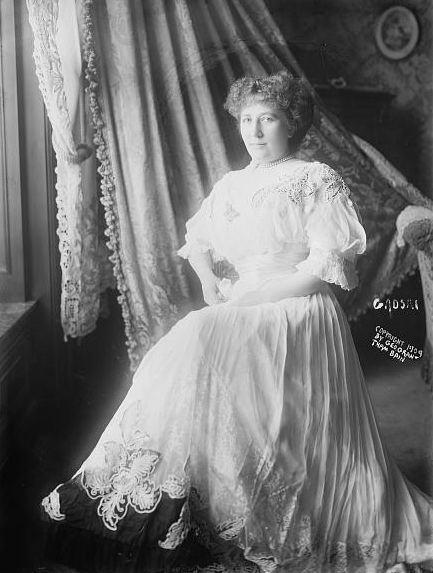

Johanna Gadski fue una de las grandes sopranos dramáticas wagnerianas de Alemania, en su época comparable a Lillian Nordica y Olive Fremstad. 
Nacida en Anklam, Prusia el 15 de junio de 1870 y fallecida en Berlín el 22 de febrero de 1932 en un accidente automovilístico.
Debutó en Berlín en 1889 y una década después aparecía en el Festival de Bayreuth y en Múnich. 
Fue muy popular en Inglaterra y Estados Unidos, especialmente en el Metropolitan Opera entre 1898-1904 y 1907-17 donde cantó todos los papeles femeninos protagónicos de Wagner con excepción de Kundry de Parsifal.
Durante la Primera Guerra Mundial fue declarada enemiga de Estados Unidos y deportada a su país natal. 
Regresó en 1930 ya en gran declinación vocal. Volvió a Berlín donde dos años después moría en un accidente de auto.

## Discografía
- Johanna Gadski - Recordings 1903-1914
- Johanna Gadski - Recordings 1904-1917